# Willem van West-Zanen
Willem van West-Zanen (ook wel gespeld als Willem van Westzanen of Willem Pietersz van Westsanen) is een Nederlands zeevaarder waarvan bekend is dat hij oppertimmerman was op een van de schepen van de Eerste Schipvaart. Ook is hij mee geweest op een van de schepen van de tweede Nederlandse schipvaart naar Oost-Indië (1598-1599) in opdracht van de Oude Compagnie, een voortzetting van de Compagnie van Verre onder leiding van Jacob Cornelisz. van Neck, Wybrand van Warwijck en Jacob van Heemskerck.
Daarna was hij deelnemer aan de Derde voornaemste zee-getogt na de Oost-Indiën onder leiding van Jacob van Heemskerck en Wolfert Harmensz in 1601, 1602 en 1603, waarbij op de terugtocht het eiland Mauritius werd aangedaan. Van West-Zanen was schipper op de Enkhuizen, ook wel de Bruinvis genoemd. Een boek, uitgegeven in 1648 bevat een uitgebreide beschrijving en een gravure waarop de jacht op dodo's, Thirioux' parkieten en zeekoeien (afgebeeld met hoorns op de kop!) staat afgebeeld. Het boek is gebaseerd op het journaal uit 1602 van Willem van West-Zanen. De afgebeelde diersoorten zijn in de loop van de volgende twee eeuwen plaatselijk uitgestorven (zeekoe) of mondiaal uitgestorven (dodo, Thirioux' parkiet).

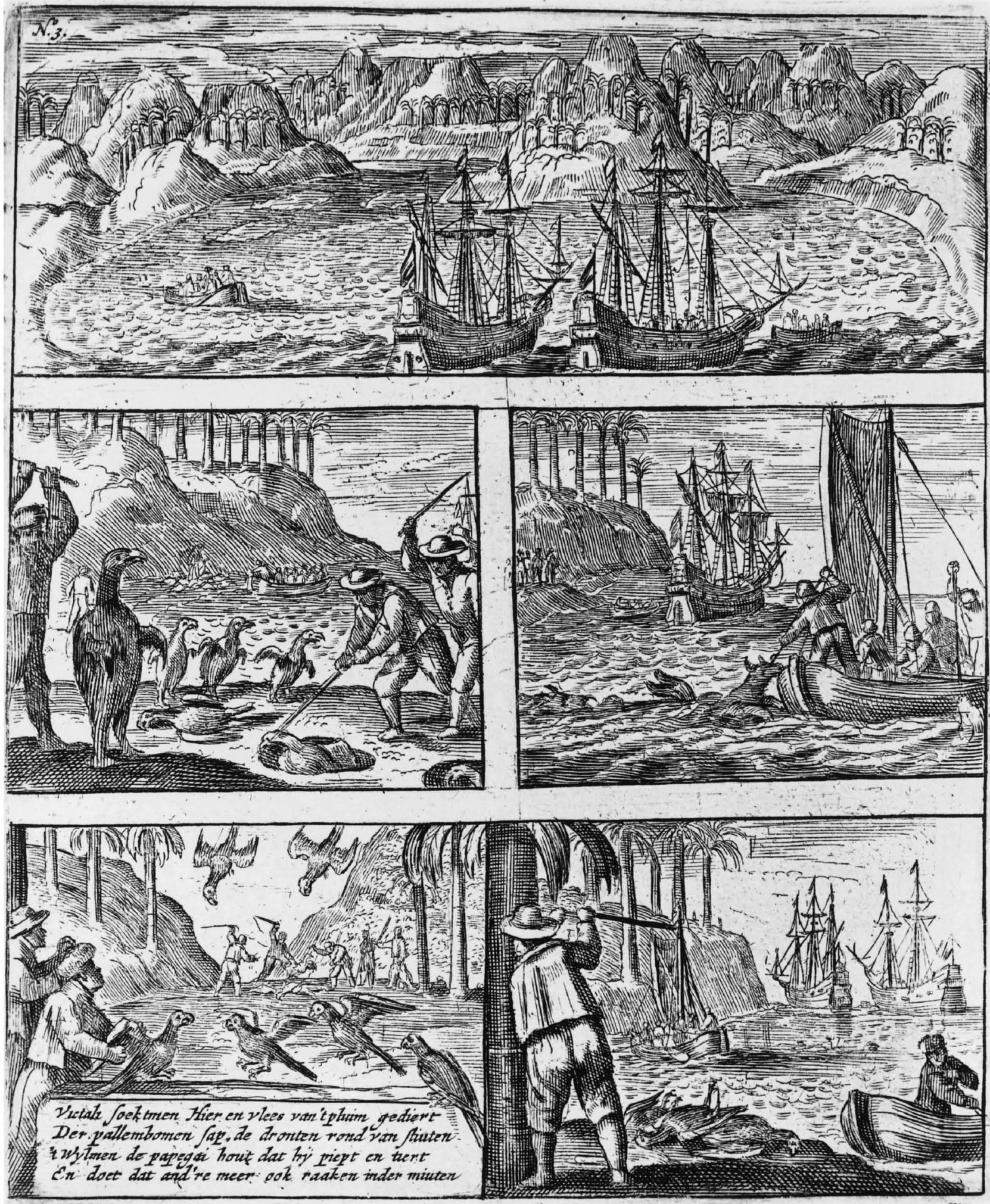
Jacht op Mauritius op zeekoeien, dodo's en parkieten